# Internationale Filmfestspiele Berlin 1973
Die Internationalen Filmfestspiele Berlin 1973 fanden vom 22. Juni bis zum 3. Juli 1973 statt.
Die Stars der Berlinale kamen wieder einmal aus Hollywood. Robert Aldrich stellte außer Konkurrenz seinen Actionfilm Ein Zug für zwei Halunken vor. Lee Marvin und Ernest Borgnine kamen nach Westberlin, um den Film vorzustellen. Der Wettbewerb war weniger star- und hollywoodlastig.

## Wettbewerb
Folgende Filme wurden auf der Berlinale 1973 im Wettbewerb gezeigt:
| Filmtitel                                | Regisseur               | Produktionsland                     | Darsteller (Auswahl)                                         |
| Alle Nacktheit wird betraft              | Arnaldo Jabor           | Brasilien                           |                                                              |
| Angela                                   | Nikolai van der Heyde   | Belgien, Niederlande                | Barbara Hershey                                              |
| Der Bunker                               | Clive Rees              | Großbritannien                      | Peter Sellers, Charles Aznavour                              |
| Blutige Hochzeit                         | Claude Chabrol          | Frankreich, Italien                 | Stéphane Audran, Michel Piccoli                              |
| Ferner Donner                            | Satyajit Ray            | Indien                              | Soumitra Chattopadhyay                                       |
| Georgia, Georgia                         | Stig Björkman           | Schweden, USA                       | Diana Sands, Dirk Benedict                                   |
| Der große Blonde mit dem schwarzen Schuh | Yves Robert             | Frankreich                          | Pierre Richard, Bernard Blier, Jean Rochefort, Mireille Darc |
| Habla, mudita                            | Manuel Gutiérrez Aragón | Spanien, Bundesrepublik Deutschland |                                                              |
| Kein Rauch ohne Feuer                    | André Cayatte           | Frankreich, Italien                 | Annie Girardot, Mireille Darc                                |
| Lang lebe die Inselbande!                | Jin-woo Jeong           | Südkorea                            |                                                              |
| Malizia                                  | Salvatore Samperi       | Italien                             | Laura Antonelli                                              |
| Metzitzim                                | Uri Zohar               | Israel                              |                                                              |
| La Proprietà non è più un furto          | Elio Petri              | Italien, Frankreich                 |                                                              |
| Die Sachverständigen                     | Norbert Kückelmann      | Bundesrepublik Deutschland          |                                                              |
| Die sieben Verrückten                    | Leopoldo Torre Nilsson  | Argentinien                         |                                                              |
| Die Tragödie der Belladonna              | Eiichi Yamamoto         | Japan                               | Aiko Nagayama, Tatsuya Nakadai                               |
| U-Turn                                   | George Kaczender        | Kanada                              | David Selby, Maud Adams                                      |
| Die 14                                   | David Hemmings          | Großbritannien                      | Jack Wild                                                    |
| Die Zärtlichkeit der Wölfe               | Ulli Lommel             | Bundesrepublik Deutschland          | Kurt Raab                                                    |
| Zurück um jeden Preis                    | Donald Shebib           | Kanada                              |                                                              |

## Internationale Jury
In diesem Jahr war der Jurypräsident der britische Filmhistoriker und -kritiker David Robinson. Er stand folgender Jury vor: Hiram Garcia Borja (Mexiko), Freddy Buache (Schweiz), Eberhard Hauff (Deutschland), Harish Khanna (Indien), Paul Moor (USA), Walter Müller-Bringmann (Bundesrepublik Deutschland), René Thévenet (Frankreich) und Paolo Valmarana (Italien).

## Preisträger
- Goldener Bär: Ferner Donner
- Silberne Bären:
  - Il n’y a pas de fumée sans feu (Spezialpreis der Jury)
  - Die sieben Verrückten
  - Der große Blonde mit dem schwarzen Schuh
  - Die Sachverständigen
  - Toda Nudez Será Castigada
  - Die 14

## Weitere Preise
- FIPRESCI-Preis (Wettbewerb): Blutige Hochzeit von Claude Chabrol
- FIPRESCI-Preis (Forum): Die Tage von 36 von Theo Angelopoulos und Lo Stagionale